# 재봉틀

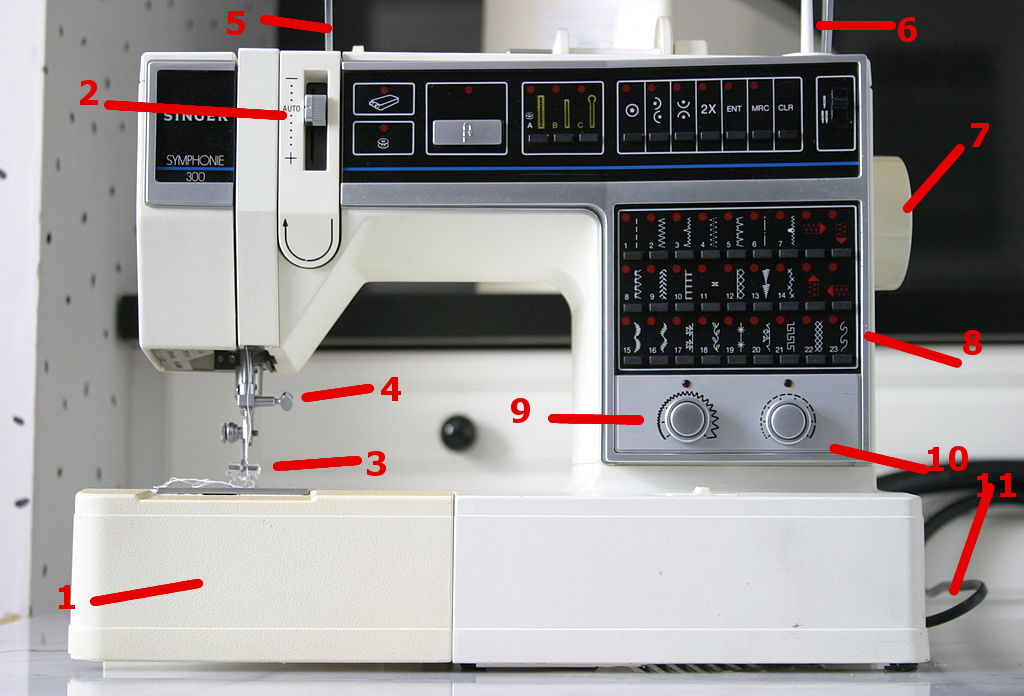
싱어제 재봉틀 Singer Symphonie 300

재봉틀을 사용하는 과정

재봉틀(裁縫-)은 천, 가죽, 종이, 비닐 등을 실(thread)로 바느질을 하는데 사용하는 기계다. 재봉기, 바느질틀, 미싱 등이라고도 부른다. ‘미싱’이라는 명칭은 영어의 ‘소잉 머신’(sewing machine)이 일본에 전해지면서, 뒷부분 ‘머신’이 변하여 된 것이다.
발을 굴려 작동하는 수동식과 전기를 이용해 모터를 돌리는 전동식으로 분류하는데, 현재 출시되는 제품은 거의 대부분이 전동식이다.

## 개요
재봉틀은 겹쳐진 천을 윗실과 밑실의 2가닥의 실로 꼬듯이 꿰매는 기계이다. 윗실은 상하운동을 하는 바늘에 따라 천 밑으로 내려가는데 그 때 밑실을 공급하는 보빈을 가진 북의 둘레를 한바퀴 돌아서 밑실을 얽어가지고 천 위로 올라온다. 그러면 동시에 천은 천 옮기는 장치에 의해 한바늘분 전진하기 때문에, 바늘이 내려와 천에 실이 꿰일 때에는 다음 자리를 지나서 실이 내려가 밑실을 얽어서 올라온다.
따라서 재봉틀에는 ① 바늘을 상하운동시키는 바늘대, ② 천 밑에서 윗실이 밑실의 둘레를 한바퀴 돌도록 하는 중북집과 그 돌기, ③ 윗실을 잡아당겨서 밑실과 같이 팽팽하게 죄는 파닥쇠, ④ 천을 한자리씩 이동시키는 보냄쇠 등의 4가지 기구가 있다. 이러한 기구들은 모두 페달 또는 모터에 의한 회전운동을 캠(cam)·크랭크(crank)·크랭크로드(crankrod)·지레 등에 의하여 왕복운동이나 반회전운동(半回轉運動)으로 바꿔서 작용시키고 있다. 전기재봉틀은 발판과 풀리(pulley) 대신에 직접 플라이 휠에 소형의 정류자(整流子)모터로 회전을 전달하는 것으로 모터의 회전 조절의 컨트롤러라고 불리는 플라이 휠식이 가변저항기(可變抵抗器)로 행한다.

## 원리
일반적인 가정용 재봉틀의 경우에는 재봉의 대상 위에서, 재봉틀의 바늘 구멍에 꿰인 실(윗실)이 바늘 채로 재봉의 대상을 관통한다. 대상 밑에는 아랫실이 있어, 관통시에 두 실을 교차하여 꿰맨다. 바늘이 다시 위로 돌아왔을 때에 재봉 대상을 다음 재봉 측으로 옮긴 뒤, 다시 바늘이 관통한다. 이러한 동작을 기계에 의하여 연속적으로 실시하여 재봉하게 된다. 각 부품에는 노루발(영어: presser foot)과 같은 고유한 이름이 붙어 있다. 이것은 최초로 유럽의 산업 혁명 때 발명되었다.

## 사진

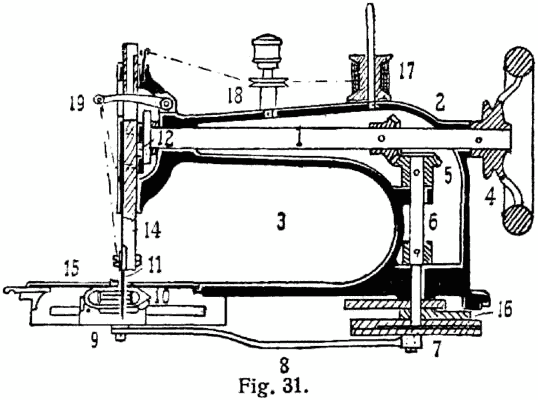
재봉틀의 구조
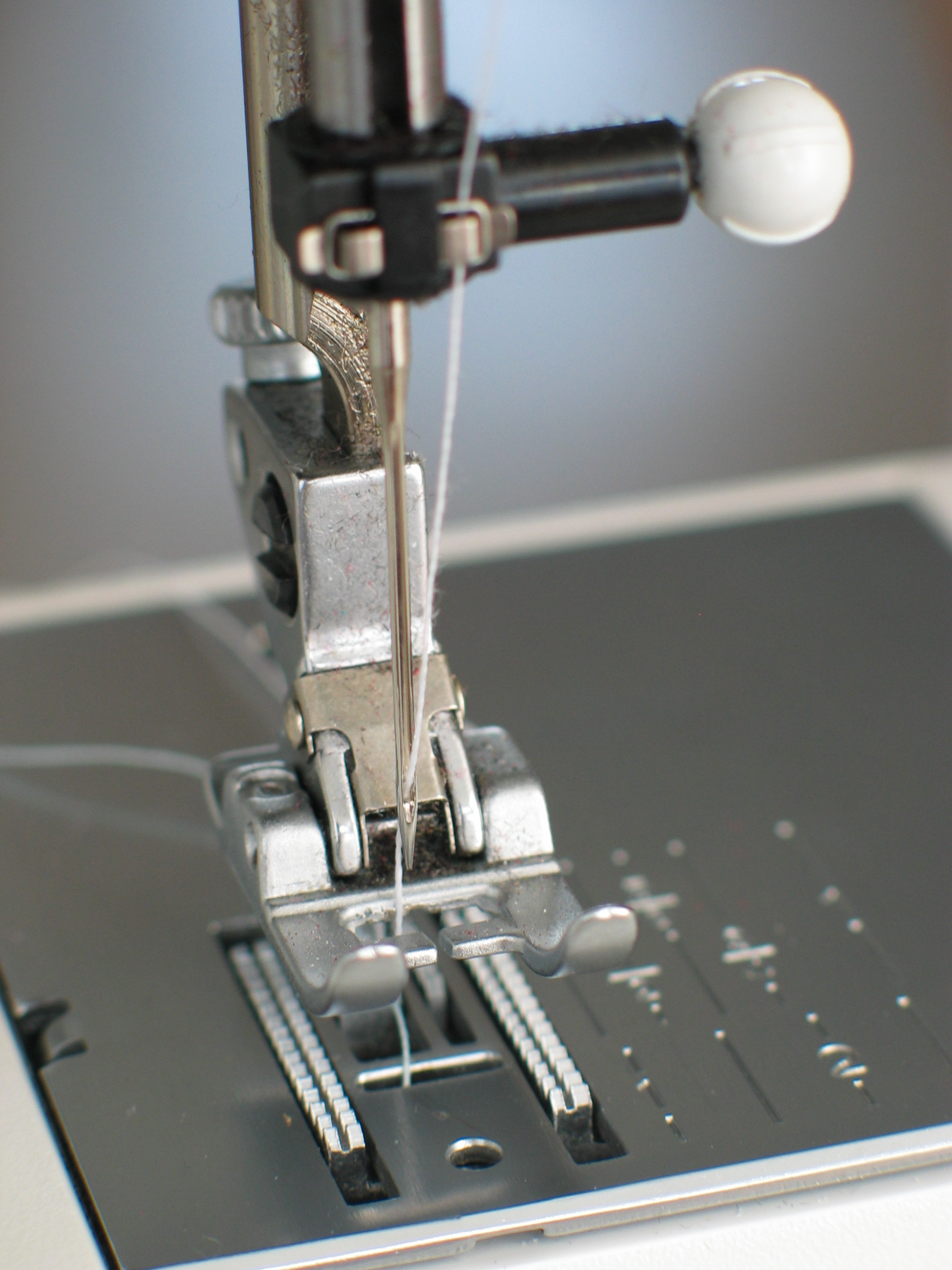
재봉틀의 바늘 주변부 확대
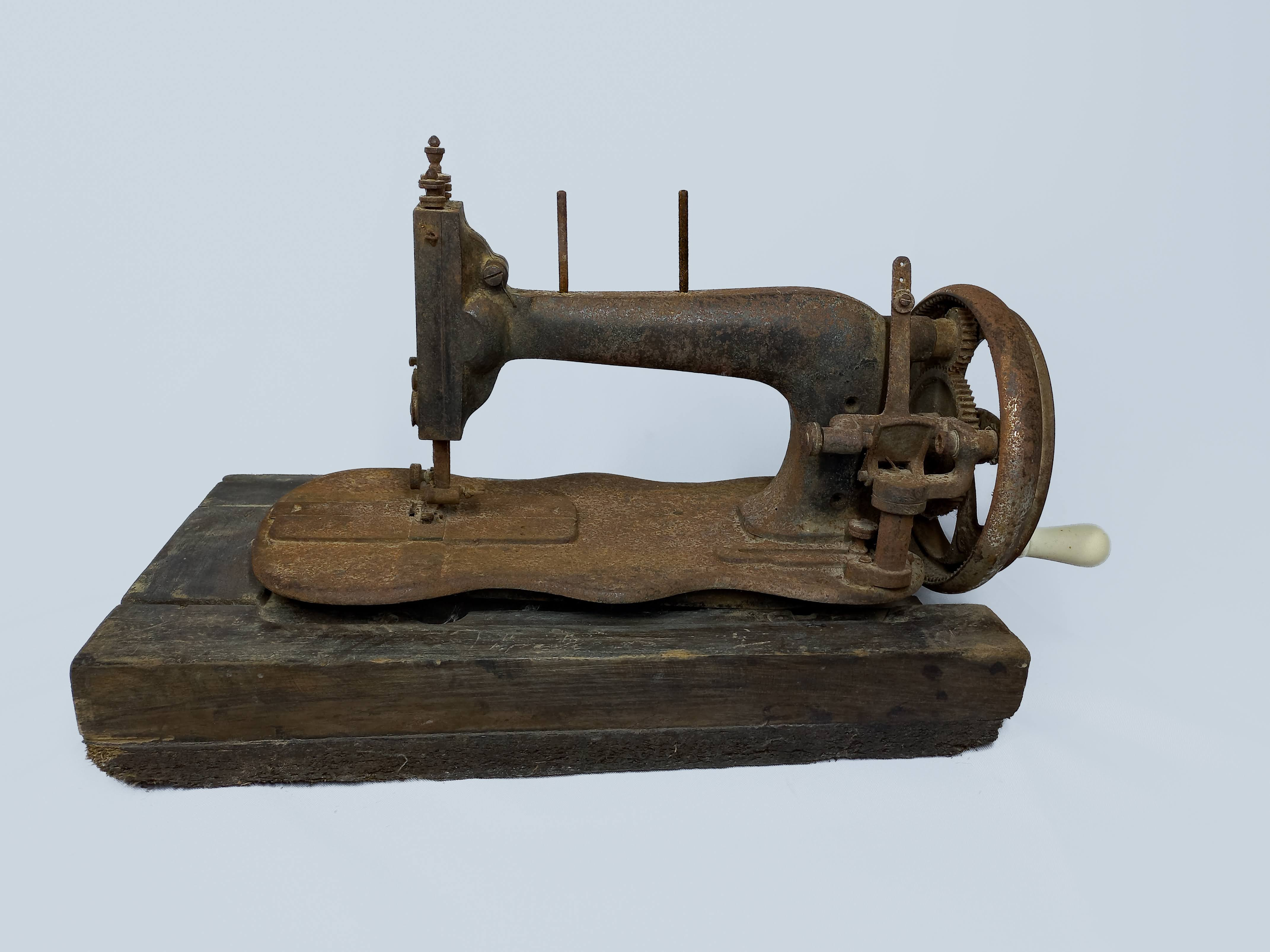
나무와 강철로 제작된 재봉틀

## 전기 재봉틀
전기재봉틀은 발판과 풀리(pulley) 대신에 직접 플라이 휠에 소형의 정류자(整流子)모터로 회전을 전달하는 것으로, 컨트롤러의 가변저항으로 플라이휠의 회전 속도를 조절한다.

## 같이 보기
- 재봉

## 참고 자료
- 이 문서에는 다음커뮤니케이션(현 카카오)에서 GFDL 또는 CC-SA 라이선스로 배포한 글로벌 세계대백과사전의 내용을 기초로 작성된 글이 포함되어 있습니다.